# Општина Ероика Сиудад де Хучитан де Зарагоза (Оахака)
Ероика Сиудад де Хучитан де Зарагоза (шп. Heroica Ciudad de Juchitán de Zaragoza) општина је у Мексику у савезној држави Оахака. Општина се налази на надморској висини од 20 м.

## Становништво
Према подацима из 2010. у општини је живело 93038 становника.

### Хронологија
| Година       | 2000                  | 2005                  | 2010                  |
| ------------ | --------------------- | --------------------- | --------------------- |
| Становништво | 78512 (38052 / 40460) | 85869 (41826 / 44043) | 93038 (45210 / 47828) |

### Попис
| \| \| м \| \| \| ж \| \| 0—2 \| 2.471 \| \| \| 2.493 \| \| 3—5 \| 2.717 \| \| \| 2.490 \| \| 6—11 \| 5.365 \| \| \| 5.154 \| \| 12—14 \| 2.737 \| \| \| 2.686 \| \| 15—17 \| 2.946 \| \| \| 2.854 \| \| 18—24 \| 5.742 \| \| \| 6.278 \| \| 60+ \| 4.000 \| \| \| 4.294 \| \| Просек : \| 29,0 \| \| \| 30,0 \| |       |  |  |       |
| |       |  |  |       |
| | м     |  |  | ж     |
| 0—2 | 2.471 |  |  | 2.493 |
| 3—5 | 2.717 |  |  | 2.490 |
| 6—11 | 5.365 |  |  | 5.154 |
| 12—14 | 2.737 |  |  | 2.686 |
| 15—17 | 2.946 |  |  | 2.854 |
| 18—24 | 5.742 |  |  | 6.278 |
| 60+ | 4.000 |  |  | 4.294 |
| Просек : | 29,0  |  |  | 30,0  |

| #   | Индикатор                                                                                        | Вредност |
| --- | ------------------------------------------------------------------------------------------------ | -------- |
| 1   | Становништво од 0 до 2 године                                                                    | 4964     |
| 2   | Мушко становништво од 0 до 2 године                                                              | 2471     |
| 3   | Женско становништво од 0 до 2 године                                                             | 2493     |
| 4   | Становништво са 3 и више година                                                                  | 87507    |
| 5   | Мушко становништво са 3 и више година                                                            | 42453    |
| 6   | Женско становништво са 3 и више година                                                           | 45054    |
| 7   | Становништво са 5 и више година                                                                  | 84023    |
| 8   | Мушко становништво са 5 и више година                                                            | 40628    |
| 9   | Женско становништво са 5 и више година                                                           | 43395    |
| 10  | Становништво са 12 и више година                                                                 | 71781    |
| 11  | Мушко становништво са 12 и више година                                                           | 34371    |
| 12  | Женско становништво са 12 и више година                                                          | 37410    |
| 13  | Становништво са 15 и више година                                                                 | 66358    |
| 14  | Мушко становништво са 15 и више година                                                           | 31634    |
| 15  | Женско становништво са 15 и више година                                                          | 34724    |
| 16  | Становништво са 18 и више година                                                                 | 60558    |
| 17  | Мушко становништво са 18 и више година                                                           | 28688    |
| 18  | Женско становништво са 18 и више година                                                          | 31870    |
| 19  | Становништво од 3 до 5 година                                                                    | 5207     |
| 20  | Мушко становништво од 3 до 5 година                                                              | 2717     |
| 21  | Женско становништво од 3 до 5 година                                                             | 2490     |
| 22  | Становништво од 6 до 11 година                                                                   | 10519    |
| 23  | Мушко становништво од 6 до 11 година                                                             | 5365     |
| 24  | Женско становништво од 6 до 11 година                                                            | 5154     |
| 25  | Становништво од 8 до 14 година                                                                   | 12479    |
| 26  | Мушко становништво од 8 до 14 година                                                             | 6310     |
| 27  | Женско становништво од 8 до 14 година                                                            | 6169     |
| 28  | Становништво од 12 до 14 година                                                                  | 5423     |
| 29  | Мушко становништво од 12 до 14 година                                                            | 2737     |
| 30  | Женско становништво од 12 до 14 година                                                           | 2686     |
| 31  | Становништво од 15 до 17 година                                                                  | 5800     |
| 32  | Мушко становништво од 15 до 17 година                                                            | 2946     |
| 33  | Женско становништво од 15 до 17 година                                                           | 2854     |
| 34  | Становништво од 18 до 24 године                                                                  | 12020    |
| 35  | Мушко становништво од 18 до 24 године                                                            | 5742     |
| 36  | Женско становништво од 18 до 24 године                                                           | 6278     |
| 37  | Женско становништво од 15 до 49 година                                                           | 26303    |
| 38  | Становништво са 60 и више година                                                                 | 8294     |
| 39  | Мушко становништво са 60 и више година                                                           | 4000     |
| 40  | Женско становништво са 60 и више година                                                          | 4294     |
| 41  | Однос између мушкараца и жена                                                                    | 94.53    |
| 42  | Становништво од нуле до 14 година                                                                | 26113    |
| 43  | Становништво од 15 до 64 године                                                                  | 60762    |
| 44  | Становништво од 65 година и више                                                                 | 5596     |
| 45  | Просечан број деце                                                                               | 2.23     |
| 46  | Становништво рођено у ентитету                                                                   | 88380    |
| 47  | Мушко становништво рођено у ентитету                                                             | 42930    |
| 48  | Женско становништво рођено у ентитету                                                            | 45450    |
| 49  | Становништво рођено у другом ентитету                                                            | 3806     |
| 50  | Мушко становништво рођено у другом ентитету                                                      | 1852     |
| 51  | Женско становништво рођено у другом ентитету                                                     | 1954     |
| 52  | Становништво од 5 година и више резидентно у ентитету у јуну 2005. године                        | 82073    |
| 53  | Мушко становништво старосног доба од 5 година и више, резидентно у ентитету у јуну 2005. године  | 39560    |
| 54  | Женско становништво старосног доба од 5 и више година, резидентно у ентитету у јуну 2005. године | 42513    |
| 55  | Становништво од 5 година и више које је живело у другом ентитету у јуну 2005. године             | 1523     |
| 56  | Мушко становништво старије од 5 година које је живело у другом ентитету у јуну 2005. године      | 820      |
| 57  | Женско становништво старије од 5 година које је живело у другом ентитету у јуну 2005. године     | 703      |
| 58  | Становништво од 3 године и више које говори аутохтони језик                                      | 54023    |
| 59  | Мушко становништво старо 3 године и више које говори аутохтони језик                             | 26016    |
| 60  | Женско становништво старо 3 године и више које говори аутохтони језик                            | 28007    |
| 61  | Становништво од 3 године и више које говори аутохтони језик и не говори шпански језик            | 4206     |
| 62  | Мушко становништво старо 3 године и више које говори аутохтони језик и не говори шпански         | 1785     |
| 63  | Женско становништво старо 3 године и више које говори аутохтони језик и не говори шпански језик  | 2421     |
| 64  | Становништво старо 3 године и више које говори аутохтони језик и шпански                         | 49297    |
| 65  | Мушко становништво старо 3 године и више које говори аутохтони језик и шпански                   | 23997    |
| 66  | Женско становништво старо 3 године и више које говори аутохтони језик и шпански                  | 25300    |
| 67  | Становништво од 5 година и више које говори аутохтони језик                                      | 53226    |
| 68  | Становништво од 5 година и више које говори аутохтони језик и не говори шпански језик            | 3937     |
| 69  | Становништво од 5 година и више које говори аутохтони језик и говори шпански језик               | 48778    |
| 70  | Становништво у домородачким домаћинствима                                                        | 79138    |
| 71  | Становништво са ограничењима у активностима                                                      | 3726     |
| 72  | Становништво са ограниченим ходањем или кретањем, горе или доле                                  | 2160     |
| 73  | Становници са ограничењима вида, чак и уз кориштење сочива                                       | 1135     |
| 74  | Становништво са ограничењима говора, комуникације или конверзације                               | 222      |
| 75  | Становништво са ограниченим слухом                                                               | 233      |
| 76  | Становништво са ограничењима при одевању, купању или јелу                                        | 117      |
| 77  | Становништво са ограничењима у опажању или учењу једноставних ствари                             | 66       |
| 78  | Становништво са менталним ограничењима                                                           | 243      |
| 79  | Становништво без ограничења активности                                                           | 88287    |
| 80  | Становништво од 3 до 5 година које не похађа школу                                               | 1396     |
| 81  | Мушко становништво од 3 до 5 година које не похађа школу                                         | 744      |
| 82  | Женско становништво од 3 до 5 година које не похађа школу                                        | 652      |
| 83  | Становништво од 6 до 11 година које не похађа школу                                              | 227      |
| 84  | Мушко становништво од 6 до 11 година које не похађа школу                                        | 110      |
| 85  | Женско становништво од 6 до 11 година које не похађа школу                                       | 117      |
| 86  | Становништво од 12 до 14 година које не похађа школу                                             | 471      |
| 87  | Мушко становништво од 12 до 14 година које не похађа школу                                       | 225      |
| 88  | Женско становништво од 12 до 14 година које не похађа школу                                      | 246      |
| 89  | Становништво од 15 до 17 година похађа школу                                                     | 4216     |
| 90  | Мушко становништво од 15 до 17 година похађа школу                                               | 2197     |
| 91  | Женско становништво између 15 и 17 година живота у школи                                         | 2019     |
| 92  | Становништво од 18 до 24 године похађа школу                                                     | 3860     |
| 93  | Мушко становништво од 18 до 24 године похађа школу                                               | 1989     |
| 94  | Женско становништво од 18 до 24 године похађа школу                                              | 1871     |
| 95  | Становништво од 8 до 14 година које не може да чита и пише                                       | 483      |
| 96  | Мушко становништво старосног доба од 8 до 14 година које не може да чита и пише                  | 265      |
| 97  | Женско становништво старосног доби од 8 до 14 година које не може да чита и пише                 | 218      |
| 98  | Становништво од 15 година и више које је неписмено                                               | 9393     |
| 99  | Мушко становништво од 15 година и више које је неписмено                                         | 3295     |
| 100 | Женско становништво од 15 година и више које је неписмено                                        | 6098     |
| 101 | Становништво старо 15 и више година без школовања                                                | 8453     |
| 102 | Мушко становништво старо 15 и више година без школовања                                          | 2994     |
| 103 | Женско становништво старо 15 и више година без школовања                                         | 5459     |
| 104 | Становништво старосног доба 15 и више година са непотпуним основним образовањем                  | 11629    |
| 105 | Мушко становништво старосног доба од 15 година и више са непотпуном основним образовањем         | 4989     |
| 106 | Женско становништво старосног доба 15 и више година са непотпуном основним образовањем           | 6640     |
| 107 | Становништво старо 15 и више година са комплетним основним образовањем                           | 10334    |
| 108 | Мушко становништво старо 15 година и више са комплетним основним образовањем                     | 4590     |
| 109 | Женско становништво старо 15 и више година са комплетним основним образовањем                    | 5744     |
| 110 | Становништво старосног доба 15 и више година са непотпуним средњим образовањем                   | 2994     |
| 111 | Мушко становништво старосног доба од 15 година и више са непотпуним средњим образовањем          | 1626     |
| 112 | Женско становништво старосног доба од 15 година и више са непотпуним средњим образовањем         | 1368     |
| 113 | Становништво старо 15 и више година са пуним секундарном образовањем                             | 11228    |
| 114 | Мушко становништво старосног доба од 15 година и више са пуним секундарном образовањем           | 5726     |
| 115 | Женско становништво старосног доба од 15 година и више са пуним секундарном образовањем          | 5502     |
| 116 | Становништво старије од 18 година са постосновним образовањем                                    | 19461    |
| 117 | Мушко становништво старије од 18 година са постосновним образовањем                              | 10585    |
| 118 | Женско становништво старије од 18 година са постосновним образовањем                             | 8876     |
| 119 | Просечна оцена школовања                                                                         | 7.74     |
| 120 | Просечан ниво образовања мушке популације                                                        | 8.41     |
| 121 | Просечан ниво образовања женског становништва                                                    | 7.14     |
| 122 | Економски активно становништво                                                                   | 36238    |
| 123 | Економски активна мушка популација                                                               | 24445    |
| 124 | Економски активна женска популација                                                              | 11793    |
| 125 | Становништво које није економски активно                                                         | 35196    |
| 126 | Мушко становништво које није економски активно                                                   | 9715     |
| 127 | Женско становништво које није економски активно                                                  | 25481    |
| 128 | Запослено становништво                                                                           | 34576    |
| 129 | Запослено мушко становништво                                                                     | 23019    |
| 130 | Запослено женско становништво                                                                    | 11557    |
| 131 | Незапослена популација                                                                           | 1662     |
| 132 | Незапослена мушка популација                                                                     | 1426     |
| 133 | Незапослена женска популација                                                                    | 236      |
| 134 | Становништво без права на здравствене услуге                                                     | 41092    |
| 135 | Становништво које има право на здравствене услуге                                                | 51275    |
| 136 | Становништво које има право на ИМСС                                                              | 14070    |
| 137 | Становништво које има право на социјално осигурање                                               | 9664     |
| 138 | Становништво које има право на државно социјално осигурање                                       | 696      |
| 139 | Становништво које има право на опште осигурање или здравствено осигурање за нову генерацију      | 23999    |
| 140 | Становништво које је било једном или није било у браку током 12 година и више                    | 23825    |
| 141 | Венчано или уједињено становништво од 12 година и више                                           | 41251    |
| 142 | Становништво које је било у браку или уједињено 12 година и више                                 | 6600     |
| 143 | Становништво са католичком религијом                                                             | 60994    |
| 144 | Протестанти, еванђелисти и библијски следбеници различити од еванђелиста                         | 21823    |
| 145 | Становништво са другим религијама различитим од претходних                                       | 123      |
| 146 | Становништво без религије                                                                        | 9079     |
| 147 | Укупно пописаних домаћинства                                                                     | 22205    |
| 148 | Пописна домаћинства на челу са мушкарцима                                                        | 16506    |
| 149 | Пописна домаћинства на челу са женама                                                            | 5699     |
| 150 | Становништво у пописним домаћинствима                                                            | 92323    |
| 151 | Становништво у пописним домаћинствима на челу са мушкарцима                                      | 71265    |
| 152 | Становништво у пописним домаћинствима на челу са женама                                          | 21058    |
| 153 | Укупно домаћинстава                                                                              | 26300    |
| 154 | Укупно насељених домаћинстава                                                                    | 22389    |
| 155 | Укупно приватних кућа                                                                            | 26116    |
| 156 | Насељени приватни домови                                                                         | 22205    |
| 157 | Укупно насељених приватних кућа                                                                  | 22385    |
| 158 | Ненасељене приватне куће                                                                         | 2357     |
| 159 | Појединачна домаћинства за привремену употребу                                                   | 1554     |
| 160 | Становници у насељеним приватним кућама                                                          | 92323    |
| 161 | Насељеност станара у приватним становима                                                         | 4.16     |
| 162 | Просечно становника по соби у приватним насељеним домаћинствима                                  | 1.4      |
| 163 | Појединачна домаћинства са подовима од различитих материјала од земље                            | 20840    |
| 164 | Појединачна домаћинства у приземљу                                                               | 1237     |
| 165 | Појединачна домаћинства са једном спаваћом собом                                                 | 9973     |
| 166 | Појединачна домаћинства са две спаваће собе и више                                               | 12158    |
| 167 | Појединачна домаћинства са једним собом                                                          | 3527     |
| 168 | Појединачна домаћинства са две собе                                                              | 5975     |
| 169 | Појединачна домаћинства са 3 собе и више                                                         | 12615    |
| 170 | Појединачна домаћинства која имају електрично светло                                             | 21744    |
| 171 | Појединачна домаћинства која немају електрично светло                                            | 379      |
| 172 | Појединачна домаћинства која имају водоводну воду у стамбеном простору                           | 20194    |
| 173 | Појединачна домаћинства која немају водоводну воду у стамбеном простору                          | 1918     |
| 174 | Појединачна домаћинства која имају тоалет                                                        | 21494    |
| 175 | Појединачна домаћинства која имају канализацију                                                  | 21509    |
| 176 | Појединачна домаћинства која немају канализацију                                                 | 585      |
| 177 | Појединачна домаћинства која имају електрично светло, довод воде из јавне мреже и канализацију   | 19769    |
| 178 | Појединачна домаћинства без икаквих услова                                                       | 773      |
| 179 | Појединачна домаћинства која имају радио                                                         | 17585    |
| 180 | Појединачна домаћинства која имају телевизор                                                     | 20119    |
| 181 | Појединачна домаћинства која имају фрижидер                                                      | 17249    |
| 182 | Појединачна домаћинства која имају машину за веш                                                 | 12505    |
| 183 | Појединачна домаћинства која имају аутомобил или комби                                           | 4444     |
| 184 | Појединачна домаћинства која имају рачунар                                                       | 3881     |
| 185 | Појединачна домаћинства која имају фиксну телефонску линију                                      | 4365     |
| 186 | Појединачна домаћинства која имају мобилни телефон                                               | 11825    |
| 187 | Појединачна домаћинства која имају приступ интернету                                             | 2035     |